# Puente Internacional Comandante Andresito
El Puente Internacional Comandante Andresito es un puente carretero sobre el río San Antonio que une las localidades de Comandante Andresito ―en el extremo nordeste de la provincia de Misiones (en Argentina)― con Capanema ―en el estado de Paraná (Brasil)―. En este último país, este paso es conocido como Ponte Internacional sobre o Rio Santo Antônio, haciendo referencia al curso de agua que cruza.
En realidad, el nombre oficial del puente en ambos países es «Comandante Andresito-Capanema». En el lugar hay control aduanero argentino-brasileño y funciones migratorias delegadas a cargo de la sección Comandante Andresito (de Gendarmería Nacional Argentina).
El puente posee 124,15 metros de largo por 13 metros de ancho y cuenta con una pasarela peatonal a cada lado de la calzada vehicular. Inaugurado el 28 de marzo de 1994, vincula la ruta provincial 19 en Misiones con las estaduales PR-889 y, posteriormente, la PR-281 en el Paraná.
En el control fronterizo argentino concurren Gendarmería Nacional, Aduana, AFIP y Migraciones. En el brasileño se encuentran las oficinas de la Receita Federal, Brigada Militar, Migrações y Polícia Rodoviaria Federal.
Su nombre es en honor al comandante argentino guaraní Andresito Guazurarí Artigas (1778-1821).

## Sitios externos
- Sitio web de Vialidad Nacional de Argentina.
- Información sobre el puente en el sitio web del Ministerio de Transporte de Brasil.